# Riane Eisler
Riane Tennenhaus Eisler (Viena, 1931) es una académica austriaca estadounidense, socióloga, antropóloga, escritora, abogada y activista social. Huyó del nazismo  hacia Cuba con su familia cuando aún era niña; más tarde emigró a los Estados Unidos. Graduada en Sociología y Derecho en la Universidad de California es autora de varios artículos e influyentes libros. Es presidenta del Center for Partnership Studies. Eisler es definida como una historiadora de la cultura y una teórica de la evolución.

## Datos biográficos
Nace en Viena y emigra a Estados Unidos después de huir de los nazis a los siete años y pasar otros siete en Cuba. Estudió Sociología, Antropología y Derecho en la Universidad de California en Los Ángeles (UCLA), donde más tarde impartiría cátedra en temas de Género y Derecho. Ha escrito obra relativa a la teoría de la evolución humana, historia de la cultura y modelos de cooperación. Se considera como pionera en los estudios holísticos sobre la humanidad en el pasado, presente y futuro. Es presidenta del The Centre for Partnership Studies del World Future Council, de donde también es consejera. Es cofundadora del General Evolution Research Group (GERG), de la Spiritual Alliance to Stop Intimate Violence (SAIV) y de la World Comission on Global Consciousness and Spirituality así como de otras organizaciones feministas. Es también responsable del área de investigación de la Academia Mundial de Arte y Ciencia, de la World Business Academy.
Tiene más de 300 artículos publicados, entre los que se encuentran: “Behavioral Science, Futures, Political Psychology, The Christian Science Monitor, y el Periódico de la UNESCO--Brain and Mind, Human Rights Quarterly, International Journal of Women's Studies, y la World Encyclopedia of Peace”.
Por su amplia labor en la educación y la investigación, ha sido acreedora de diversos reconocimientos y premios tales como: reconocimiento en la Primera Enciclopedia Mundial de la Paz, diversos doctorados honoris causa, Premio Nuclear Age Peace Foundation Leadership, el Primer premio Alice Paul ERA de Educación y el Humanist Pioneer Award.
Es asesora en la aplicación de sus modelos de cooperación en gobiernos y empresas; colabora para que se legisle a favor de la infancia y las mujeres. Ha expuesto su pensamiento ante la Organización de las Naciones Unidas, ante las autoridades de gobierno de Colombia (invitación emitida por el Alcalde de Bogotá), en República Checa (invitada por el presidente de esta Nación, Vaclav Havel), ante el Parlamento Alemán (bajo la invitación de Rita Suessmuth, presidenta en el momento del Bundestag) y en otras instancias internacionales.
Por sus modelos de evolución humana y sus estudios de antropología es considerada como la mejor heredera de la arqueóloga de origen lituano Marija Gimbutas.

## Obras
El super ventas internacional El cáliz y la espada: Nuestra historia, nuestro futuro (Harper Collins, San Francisco, 1987) fue considerado por el antropólogo Ashley Montagu como «el más importante libro desde El origen de las especies de Darwin». Fue traducido a 22 idiomas, incluyendo la mayoría de lenguas europeas, chino, ruso, coreano, hebreo y japonés.
Su obra de 2007, La verdadera riqueza de las Naciones: Creación de la Economía del Cuidado (Caring Economics), propone un nuevo enfoque a la economía que ofrece visibilidad y valor al trabajo más esencialmente humano: el trabajo de preocuparse por las personas y por el planeta. Fue considerado por el arzobispo Desmond Tutu como «un modelo para el mundo mejor que hemos estado buscando con tanta urgencia», por Peter Senge como «desesperadamente necesario", por Jane Goodall como "una llamada a la acción", y por Gloria Steinem como "revolucionario".
Otras obras de Eisler incluyen el galardonado The Power of Partnership and Tomorrow’s Children, así como Placer sagrado, una revisión de la sexualidad humana y de la espiritualidad; y Women, Men, and the Global Quality of Life, que documenta estadísticamente el papel clave del estatus de la mujer en la calidad de vida de una nación.

### En español (traducciones de sus libros)
- El cáliz y la espada: La mujer como fuerza en la historia (Renato Valenzuela M., María de la Luz Huidobro, Ignacio Aguirre, trads.). Pax México. 1997. ISBN 9789688605257.
- Placer Sagrado I: Sexo, mitos y política del cuerpo (Elena Olivos, trad.). Pax México. 2002. ISBN 978-9-68860-380-2.
- Placer Sagrado II: Nuevos caminos hacia el poder personal y el amor (Elena Olivos, trad.). Pax México. 2002. ISBN 978-9-68860-389-5.
- La verdadera riqueza de las naciones (Hernando Calla, trad.). España: Fundación Solón. 2014. ISBN 9789997444783.
- El cáliz y la espada. De las diosas a los dioses: culturas pre-patriarcales (Noelia González Barrancos, trad.). Madrid: Capitán Swing. 2021. ISBN 9788412281804.

### En inglés
- Dissolution: NoFault Divorce, Marriage, and the Future of Women. New York: McGraw-Hill, 1977.
- The Equal Rights Handbook: What ERA means for your life, your rights, and your future. New York: Avon, 1979.
- The Chalice and The Blade: Our History, Our Future. New York: Harper & Row, 1989. ISBN 0-06-250289-1
- Sacred Pleasure: Sex, Myth, and the Politics of the Body.  San Francisco: Harper, 1996.  ISBN 0-06-250283-2
- The Partnership Way: New Tools for Living and Learning, with David Loye, Holistic Education, 1998 ISBN 0-9627232-9-0
- Tomorrow's Children: A Blueprint for Partnership Education in the 21st Century (2000)
- The Power of Partnership: Seven Relationships that will Change Your Life (2002)
- Educating for a Culture of Peace (2004)
- The Real Wealth of Nations: Creating a Caring Economics. San Francisco: Berrett-Koehler, 2007. ISBN 978-1-57675-388-0